# Consejo coreano para las mujeres motivado por la esclavitud sexual militar impuesta por Japón
Consejo coreano para las mujeres motivado por la esclavitud sexual militar impuesta por Japón (en Hangul: 한국정신대문제대책협의회,  정대협)  es la organización surcoreana de las mujeres que se sindicalizó al ser constituido por parte de 37 instituciones surcoreanas.

## Historia
El consejo empezó su actividad en 1990, con el nombre de Unión asiática para resolver el tema de las mujeres de confort, expandiendo luego sus actividades teniendo como principal tema los derechos de los niños y de las mujeres  en las guerras. La unión dirigía la actividad común sobre tal cuestión en las dos Coreas y contando con solidaridad internacional. El comunicado conjunto se publicó durante 8ª conferencia de los coreanos. Comenzó con la adopción del proyecto de resolución por Comisión de Derechos Humanos de las Naciones Unidas y de la Organización Internacional del Trabajo, lo que incluyó contenidos de disculpa oficial y compensaciones por parte de Japón, y el castigo a los responsables de los crímenes de guerra. A tal resolución coreana adhirieron los Estados y parlamentos de Canadá, Estados Unidos, Unión Europea y los Países Bajos.
En diciembre de 2000 el Tribunal Internacional de Crímenes de Guerra Internacional en su capítulo dedicado a la Esclavitud Sexual Militar de la Mujer por parte de Japón fue convocado a través de los esfuerzos de las organizaciones no gubernamentales  de Asia en Tokio, decretando sentencia contra el emperador japonés Hirohito.
El Museo de las guerras y los derechos de las mujeres (en Hangul: 전쟁과 여성 인권 박물관) inició su gestión en Seúl, Corea del Sur en 2011 con eslogan que decía «Las guerras continúan alrededor del mundo con las víctimas femeninas. Lo que es más importante es defender la paz».
El consejo ha apoyado la actividad de las víctimas incluso tomándoles testimonios,  y promoviendo las llamativas manifestación del miércoles. Dentro de estas actividades, por ejemplo se erigió, el Monumento a las mujeres de confort  delante de la embajada japonesa en Seúl y luego en 2011 en Glendale, California, Estados Unidos  siendo ese el primer monumento de tal tipo fuera de Corea.